# Домінік МакЕлліґот
Домінік МакЕлліґот (англ. Dominique McElligott, 5 березня 1986, Дублін Ірландія) — ірландська акторка кіно та телебачення, відома за серіалами «Клуб дружин астронавтів» і «Пекло на колесах». Знімається переважно у незалежних фільмах.

## Життєпис
Домінік МакЕлліґот народилася у Дубліні, її мати — вчителька, батько — поліцейський. Була четвертою дитиною, з шести, у родині. Навчалася у коледжі, де вивчала англійську мову, історію мистецтв та психологію.

### Кінокар'єра
Кар'єра Домінік розпочалася у 15 років, коли шкільний вчитель відправив її на прослуховування і вона перемогла на ірландському телебаченні у кастингу на роль Кори Коллінс в телесеріалі «На домашньому майданчику», де зіграла разом з Шоном МакҐінлі.
Вона зіграла головну роль у фільмі «Місяць» (2009) і телевізійному серіалі RTÉ Raw, перш ніж піти знімати «Високосний рік» (2010). У 2011 році вона знялася у фільмі «Охорона». З 2011 по 2012 рік вона зіграла головну роль у серіалі AMC «Пекло на колесах».
У 2015 році вона зіграла головну роль у серіалі ABC The Astronaut Wives Club.
У 2016 році МакЕлліготт зіграла Ханну Конвей, дружину кандидата в президенти від Республіканської партії, у четвертому та п’ятому сезонах серіалу Netflix «Картковий будиночок». З 2019 по 2023 Домінік грає королеву Мейв в оригінальному серіалі Amazon Prime Video The Boys, заснованому на однойменних коміксах.

## Фільмографія

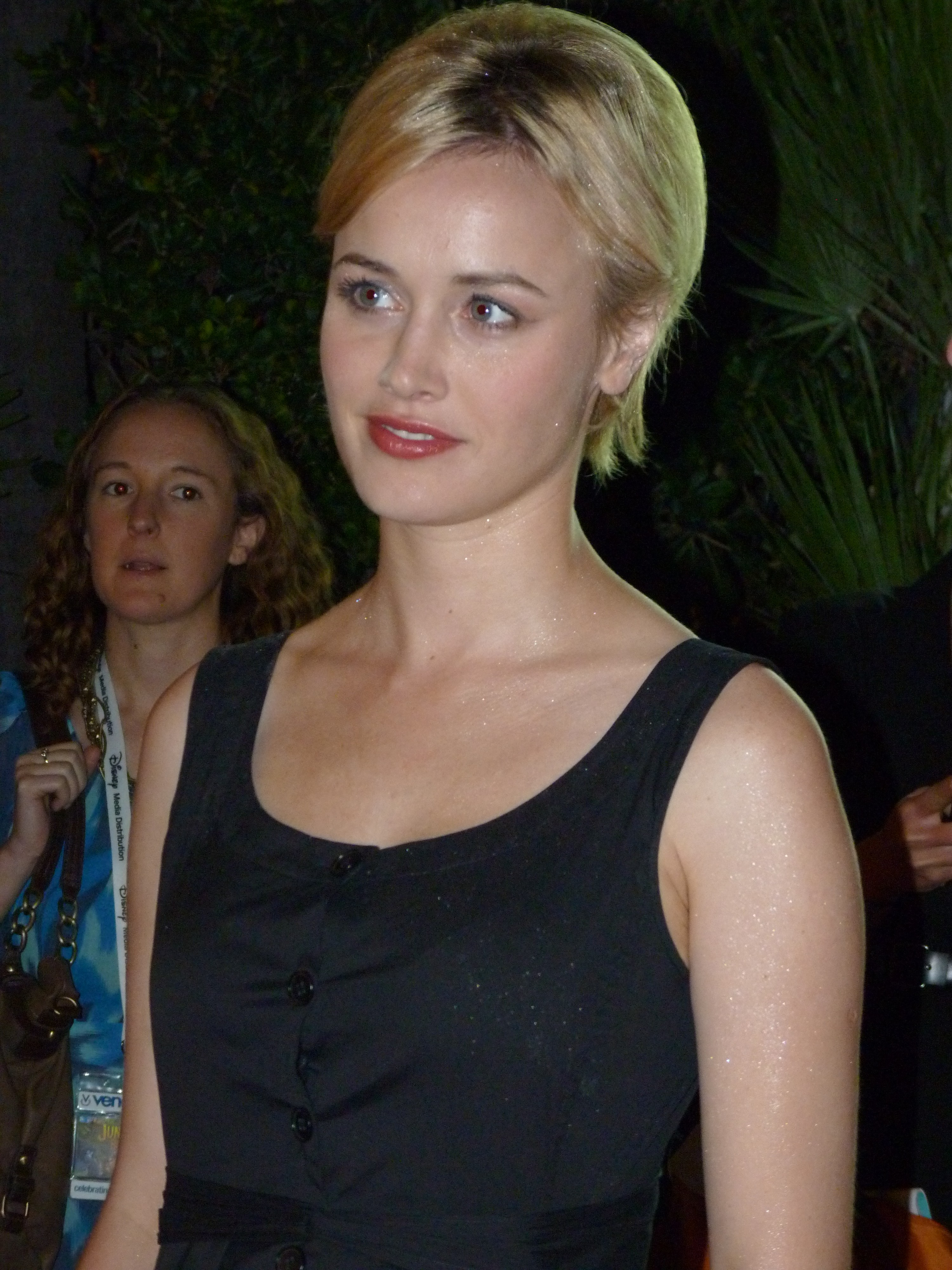
Домінік у Каннах на телевізійній виставці MIPCOM. 2011 рік

| Рік       |    | Українська назва                                                 | Оригінальна назва        | Роль                        |
| --------- | -- | ---------------------------------------------------------------- | ------------------------ | --------------------------- |
| 2019—2021 | с  | Хлопаки                                                          | The Boys                 | Королева Мейв (17 епізодів) |
| 2019      | ф  | Два/Один                                                         | Two/One                  | Марта                       |
| 2016—2017 | с  | Останній магнат                                                  | The Last Tycoon          | Кетлін Мур (9 епізодів)     |
| 2016—2017 | с  | Картковий будинок                                                | House of Cards           | Ханна Конвей (15 епізодів)  |
| 2015      | с  | Клуб дружин астронавтів                                          | The Astronaut Wives Club | Луїза Шепард (10 епізодів)  |
| 2014      | тф | Гроші                                                            | The Money                | Кетріна Кастман             |
| 2013      | кф | Розбита ніч                                                      | Broken Night             |                             |
| 2011—2012 | с  | Пекло на колесах                                                 | Hell on Wheels           | Лілі Белл (20 епізодів)     |
| 2012      | ф  | Не зникай                                                        | Not Fade Away            | Джой Дейц                   |
| 2011      | ф  | Блекторн                                                         | Blackthorn               | Етта Плейс                  |
| 2011      | ф  | Ірландець                                                        | The Guard                | Іфе́ О'Керрол                |
| 2010      | ф  | Заміж у високосний рік                                           | Leap Year                | наречена                    |
| 2009      | с  | Філантроп / Благодійник                                          | The Philanthropist       | Белла Олазабаль (3 епізоди) |
| 2009      | ф  | Місяць                                                           | Moon                     | Тесс Белл                   |
| 2008      | с  | Садно / Ресторан «Роу»                                           | Raw                      | Ребекка Марш (6 епізодів)   |
| 2008      | ф  | Супутники та метеорити                                           | Satellites & Meteorites  | д-р Джонсон                 |
| 2008      | с  | Бути людиною                                                     | Being Human              | Лорен (пілотний епізод)     |
| 2008      | ф  | Темні поверхи                                                    | Dark Floors              | медсестра Емілі             |
| 2005      | с  | Медицина без кордонів / Центр гуманітарної допомоги (мінісеріал) | Whiskey Echo             | Рейчел                      |
| 2001—2002 | с  | На домашньому майданчику                                         | On Home Ground           | Кора Коллінз (11 епізодів)  |

## У озвученні
| Рік  | Українська назва   | Оригінальна назва             | Примітка                         |
| ---- | ------------------ | ----------------------------- | -------------------------------- |
| 2022 | Хлопаки: Осатанілі | The Boys Presents: Diabolical | Голос; епізод: "I'm Your Pusher" |